# Рубениды
Рубени́ды (арм. Ռուբինյաններ — Рубиняны) — династия правителей княжества Рубенидов и Киликийского армянского государства в 1080—1375 годах. Основатель династии Рубен был одним из приближённых Гагика II, последнего царя Армении из династии Багратидов. 

## История
Рубениды были князьями, а затем королями Киликии примерно с 1080 года, пока их не превзошли Хетумиды в середине тринадцатого века.
Новое армянское государство установило очень тесные отношения с европейскими странами и сыграло очень важную роль во время крестовых походов, предоставив христианским армиям убежище и провизию на пути к Иерусалиму. Смешанные браки с европейскими крестоносными семьями были обычным явлением, и европейское религиозное, политическое и культурное влияние было сильным.

## Цари Рубениды (Рубиняны)
Доподлинно известно, что этот знатный род эмигрировал из Армении и обосновался в конце XI века в крепости Вахка, в верхнем течении Сороса. Утвердившись в этой цитадели, Рубениды, сталкиваясь с византийцами, постепенно усилили свой контроль над киликийской долиной Основатель династии Рубен был одним из полководцев и вассалов Филарета Варажнуни, которому была поручена защита области Антитавра, в 1080 году он положил начало новой армянской династии и стал основателем княжества в Киликии, впоследствии ставшего королевством.
| Имя                           | Имя на русском языке | Портрет | Годы правления                                 | Приход к власти | Соправители                                                                                  | Годы жизни                                                                                   |
| ----------------------------- | -------------------- | ------- | ---------------------------------------------- | --- | -------------------------------------------------------------------------------------------- | -------------------------------------------------------------------------------------------- |
| Рубен I арм. Ռուբեն Ա         | Рубен                |         | 1080—1095                                      | Рубен был один из полководцев и вассалов Филарета Варажнуни, которому была поручена защита области Антитавра, в 1080 году положил начало новой армянской династии и явился основателем Киликийского княжества. |                                                                                              | 1025 — 1095, Кормоголо (похоронен в монастыре Косталон)                                      |
| Константин I арм. Կոստանդին Ա | Костандин            |         | 1095—1100/1102/1103                            | Унаследовал трон от отца, Рубена I. |                                                                                              | Точная дата рождения неизвестна — 1100/1102/1103, Вахка (похоронен в монастыре Косталон)     |
| Торос I арм. Թորոս Ա          | Торос                |         | 1100/1102/1103 — 1129                          | Унаследовал трон от отца, Константина I. |                                                                                              | ? — 1129 (похоронен в монастыре Дразарк)                                                     |
| Левон I арм. Լեոն Ա           | Левон                |         | 1129—1140 (фактически до 1137)                 | Унаследовал трон от брата, Тороса I. |                                                                                              | ? — 14 февраля 1140, Константинополь                                                         |
| Торос II арм. Թորոս Բ         | Торос                |         | 1140 (фактически с 1144) — 1169                | Унаследовал трон от отца, Левона I. |                                                                                              | ? — 6 февраля 1169 (похоронен в монастыре Дразарк)                                           |
| Рубен II арм. Ռուբեն Բ        | Рубен                |         | 1169—1170                                      | Унаследовал трон от отца, Тороса II. | Фома Блестящий (арм. Թովմաս Պայլ)                                                            | 1165—1170, Ромкла                                                                            |
| Млех арм. Մլեհ                | Млех (Mleh)          |         | 1170—1175                                      | Свергнул с трона своего племянника Рубена (законного наследника престола) и его регента Томаса Пайла (Фома Блестящий).                                                                                         |                                                                                              | ок. 1120 — 15 мая 1170, Сис                                                                  |
| Рубен III арм. Ռուբեն Գ       | Рубен                |         | 1175—1187                                      | Пришел к власти после убийства дяди, Млеха. |                                                                                              | 1145 — 6 мая 1187, монастырь Дразарк (где и был похоронен)                                   |
| Левон II арм. Լեոն Բ          | Левон                |         | 1187—1219 (официально коронован 6 января 1198) | Унаследовал трон от брата, Рубена III. |                                                                                              | 1150 — 2 мая 1187, его тело было похоронено в Сисе а сердце и внутренности в монастыре Агнер |
| Изабелла арм. Զապել           | Запель               |         | 1219—1256                                      | Унаследовалa трон от отца, Левона II. | Константин Пайл (регент), Филипп Антиохийский (1-й муж Изабеллы), Хетум I (2-й муж Изабеллы) | 27 января 1216 — 23 января 1252 (похоронена в монастыре Дразарк)                             |

## Цари Рубениды-Хетумян
- Хетум I (2-й муж Изабеллы) 1226—1270
- Левон III 1270—1289
- Хетум II 1289—1293
- Торос III 1293—1294
- Хетум II (вторично) 1294—1297
- Смбат 1297—1299
- Константин II 1299
- Хетум II (в третий раз) 1299—1307
- Левон IV (соправитель) 1301—1307
- Ошин 1307—1320
- Левон V 1320—1341
  - На Левоне V прямая линия династии прерывается, и в результате междинастического брака титул царь Армении переходит к франкским королям Кипра — династия Лузинян, в те годы произносившаяся по-французски Лузиньон.

## Цари Рубениды-Лузиньян
- Константин III (Ги де Лузиньян) 1344—1362
- Константин IV 1363—1364
- Левон VI 1363—1364
- Константин V 1364—1373
- Левон VII 1373—1375
  - Государство было уничтожено войсками египетских мамлюков и Иконийского султаната, последний царь Левон (Леон) после долгих скитаний и попыток воссоздать Киликийское царство нашёл своё упокоение в Париже в Монастыре Целестинцев в 1393 году. Свой титул короля Киликийской Армении он передал по наследству дочери и в настоящее время он принадлежит Савойской династии.